# Christoph Mayer (Musiker)
Christoph Mayer (* 1962/1963) ist ein deutscher Violinist und Dirigent.

## Leben
Christoph Mayer studierte Violine und Barockvioline an den Musikhochschulen in München und Köln. Er war Dirigierschüler von Bruno Weil. Er wirkte in führenden deutschen Barockorchestern, wie der Musica Antiqua Köln, dem Schuppanzigh Quartett und dem Ensemble Musica ad Rhenum mit. Er konzertierte als Kammermusiker in der Styriarte Graz, der Londoner Wigmore Hall, der Berliner Philharmonie und bei den Schwetzinger Festspielen. Er leitet als Spezialist für historische Aufführungspraxis  Seminare und Kurse. Er unterrichtete bei der Internationalen Händel-Akademie, er hat regelmäßige Gastdirigate bei der Norddeutschen Philharmonie Rostock. Er gibt Meisterkurse am staatlichen Glinka Konservatorium, das ihm 2006 eine Ehrenprofessur verlieh. Er ist ständiger Gastdirigent des städtischen Kammerorchesters Nizhny Novgorod Soloists und seit 2009 künstlerischer Leiter des Festival Baroque & Classic Nischni Nowgorod.

## Ehrungen
- 2006: Ehrenprofessur der Staatlichen Hochschule Nizhny Novgorod